# Parkman (Maine)
Parkman és una població dels Estats Units a l'estat de Maine (EUA). Segons el cens del 2000 tenia 811 habitants.

## Demografia
Segons el cens del 2000, Parkman tenia 811 habitants, 311 habitatges, i 222 famílies. La densitat de població era de 6,9 habitants/km².
Dels 311 habitatges en un 35,7% hi vivien nens de menys de 18 anys, en un 61,4% hi vivien parelles casades, en un 6,4% dones solteres, i en un 28,3% no eren unitats familiars. En el 21,5% dels habitatges hi vivien persones soles el 9% de les quals corresponia a persones de 65 anys o més que vivien soles. El nombre mitjà de persones vivint en cada habitatge era de 2,61 i el nombre mitjà de persones que vivien en cada família era de 3,03.
Per edats la població es repartia de la següent manera: un 27,6% tenia menys de 18 anys, un 4,9% entre 18 i 24, un 30,5% entre 25 i 44, un 25,9% de 45 a 60 i un 11,1% 65 anys o més.
L'edat mediana era de 38 anys. Per cada 100 dones de 18 o més anys hi havia 106,7 homes.
La renda mediana per habitatge era de 28.355 $ i la renda mediana per família de 32.000 $. Els homes tenien una renda mediana de 26.207 $ mentre que les dones 20.313 $. La renda per capita de la població era d'11.965 $. Entorn del 8,5% de les famílies i el 15,4% de la població estaven per davall del llindar de pobresa.